# Aukusti Juhana Mela
Aukusti Juhana Mela (hasta 1876 fue August Johan Malmberg, 8 de marzo de 1846 Kuopio – 3 de febrero de 1904 Helsinki) fue un naturalista finés, escritor de ficción y ensayista. Como finés, Finlandia tuvo un papel importante en el conocimiento de historia natural, el aprendizaje y el desarrollo, incluida la publicación de libros de texto escolares, y de la flora y fauna regional. Fue un autor temprano apoyando al darwinismo, y lo dio a conocer en la educación. Fue miembro fundador de varias sociedades científicas, asociaciones de estudiantes sin ánimo de lucro y, y contribuyó ampliamente a la sociedad como un escritor crítico popularizando el conocimiento de la naturaleza.
Como partícipe del movimiento Fennómano, cambió al finés (Mela) su apellido sueco.

## Biografía

### Infancia y estudios
A. J. Mela provenía de la familia Malmberg, en la región desde los 1700. Su padre Karl August Malmberg fue asesor y secretario de juez. Su madre Julie Schlüter era hija de una familia de clérigos de clase alta.
En 1865, obtuvo su grado medio en el Liceo Kuopion con sobresalientes notas. En el mismo año empezó a estudiar en la Universidad de Helsinki, donde estudió ciencias naturales, así como la lengua finesa. Durante sus años de estudiante, hizo durante el verano, viajes de estudios al istmo de Carelia (1866), el oeste de Laponia (1867), región de Kuopio (1869), así como a Rusia (1870). Obtuvo la licenciatura en Artes, y luego la maestría en 1873.
Como estudiante fue un militante del feminismo y del movimiento por la Templanza, y de los asuntos de la iglesia. También apoyó la educación pública y fue fennómano. Fue cofundador de la organización estudiantil Maza de Finlandia, y entre 1875–1876 su presidente. En 1876, reemplazó su apellido Malmberg, al finés Mela. Contribuyó a la universidad, sobre todo con la Asociación Savo-Carelia de Estudiantes, sirviendo a partir de 1883 a 1888 como comisario. Con la ideología del liberalismo, se condujo muy radicalmente para su época

### Historia
Después de graduarse de la Universidad, fue profesor de historia natural, y entre 1873 a 1876 en el Liceo Finés. En el período 1877-1878 se desempeñó como instructor en una escuela secundaria privada en Oulu, de ciencia y de matemática, antes de regresar a Helsinki en 1879 para la tesis.
Mela publicó en los años siguientes una serie de trabajos científicos. Entre ellos, en 1882 publicó Vertebrata Fennica - Finlandia Luurankoiset, que fue presentado en el Jardín Botánico de la Universidad de Helsinki. Así fue nombrado en el mismo año, en el Museo de Historia Natural y del Museo de Zoología, como conservador, y un año más tarde, se hizo permanente. El director del museo fue su amigo y colega, el profesor Johan Axel Palmén. También fue profesor de geografía. En el período 1884-1887 se desempeñó como profesor de historia natural Helsingin Suomalainen Alkeisopisto (Liceo Normal de Helsinki), y en la Escuela de Magisterio de la Universidad de Helsinki.
En el período 1881-1883, escribió para la revista satírica 1881–1883.
A. J. Mela nunca se casó ni formó una familia. Sin embargo, tuvo un hijo con K.W. Natunen.

## Algunas publicaciones
- Företeckning öfver Karelska näsets kärlväxter. 1866
- Fauna Fennica – Suomen eläimistö nuorisolle. 1872 (primer libro finés escrito de los animales de Finlandia)
- Lyhykäinen kasvioppi ja kasvio kouluja varten. 1880
- Luonnonopillinen kuvasto (con J. A. Palmén) 1880
- Vertebrata Fennica – Suomen Luurankoiset. 1882
- Suomen koulukasvio. 1892
- Kasvioppi Suomen koululaisille. 1895
- Zoologia kansalaisille. 1896
- Koulun Eläinoppi. 1899. (suplemento a la fauna finesa)
- Tyttökoulujen kasvioppi (1901)[12]

## Honores

### Eponimia
- Una construcción fue designada con su epónimo, en la Universidad de Finlandia Oriental.[1]

Especies
- (Asteraceae) Hieracium melai Norrl.[13]